# Самовідтворення
Самовідтворення — здатність живого організму, його органу, тканини, клітини, органели або включення до утворення собі подібного. Самовідтворення у живих організмів відбувається за рахунок розмноження.

## Види самовідтворення
- Самовідтворення організмів:
  - Нестатеве розмноження — форма розмноження, не пов'язана з обміном генетичної інформації між особинами — статевим процесом.
  - Статеве розмноження — розмноження, пов'язане зі злиттям статевих клітин.
- Самовідтворення клітин в багатоклітинних організмах відбувається шляхом їх поділу.
- До самовідтворення здатні мітохондрії, пластиди і центріолі.
- До самовідтворення всередині живих клітин здатні віруси.